# تراموا پورتو
تراموا پورتو (انگلیسی: Trams in Porto) سیستم تراموا در شهر پورتو، پرتغال است.
این تراموا که در سال ۱۸۷۲ با نیروی اسب تأسیس شده دارای ۳ خط، ۲۶ ایستگاه و ۱۴ کیلومتر طول می‌باشد.

## نگارخانه

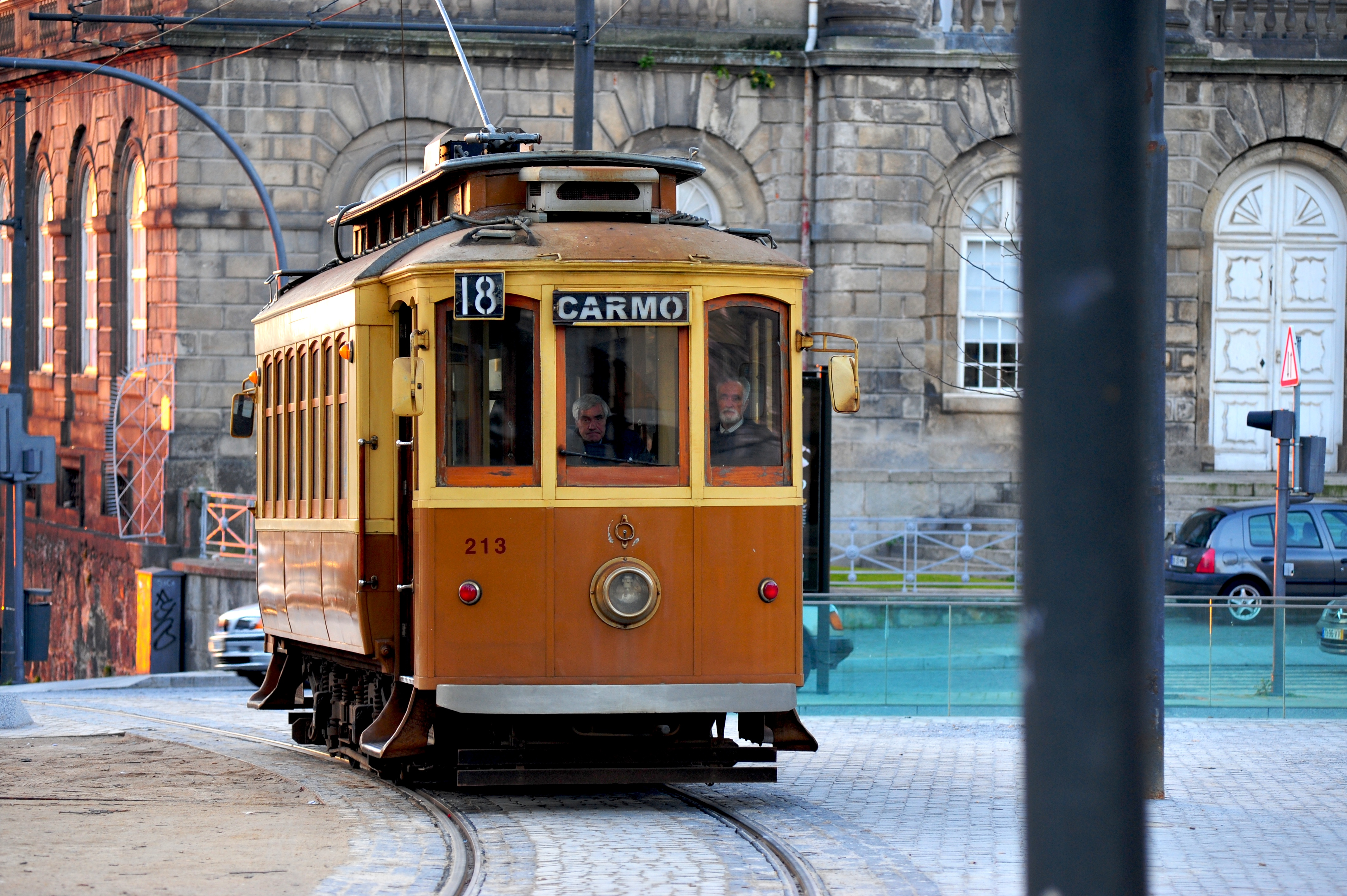
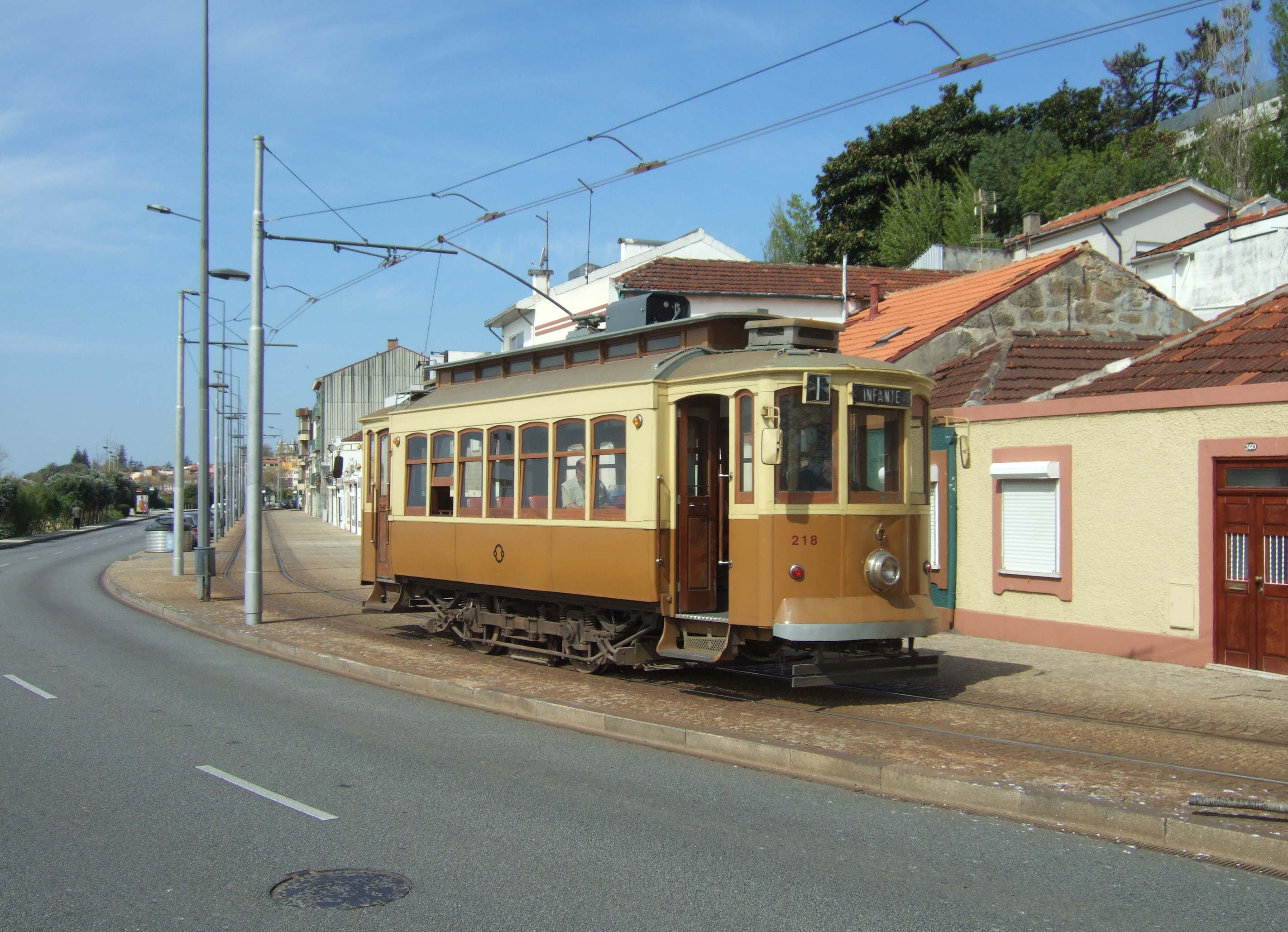
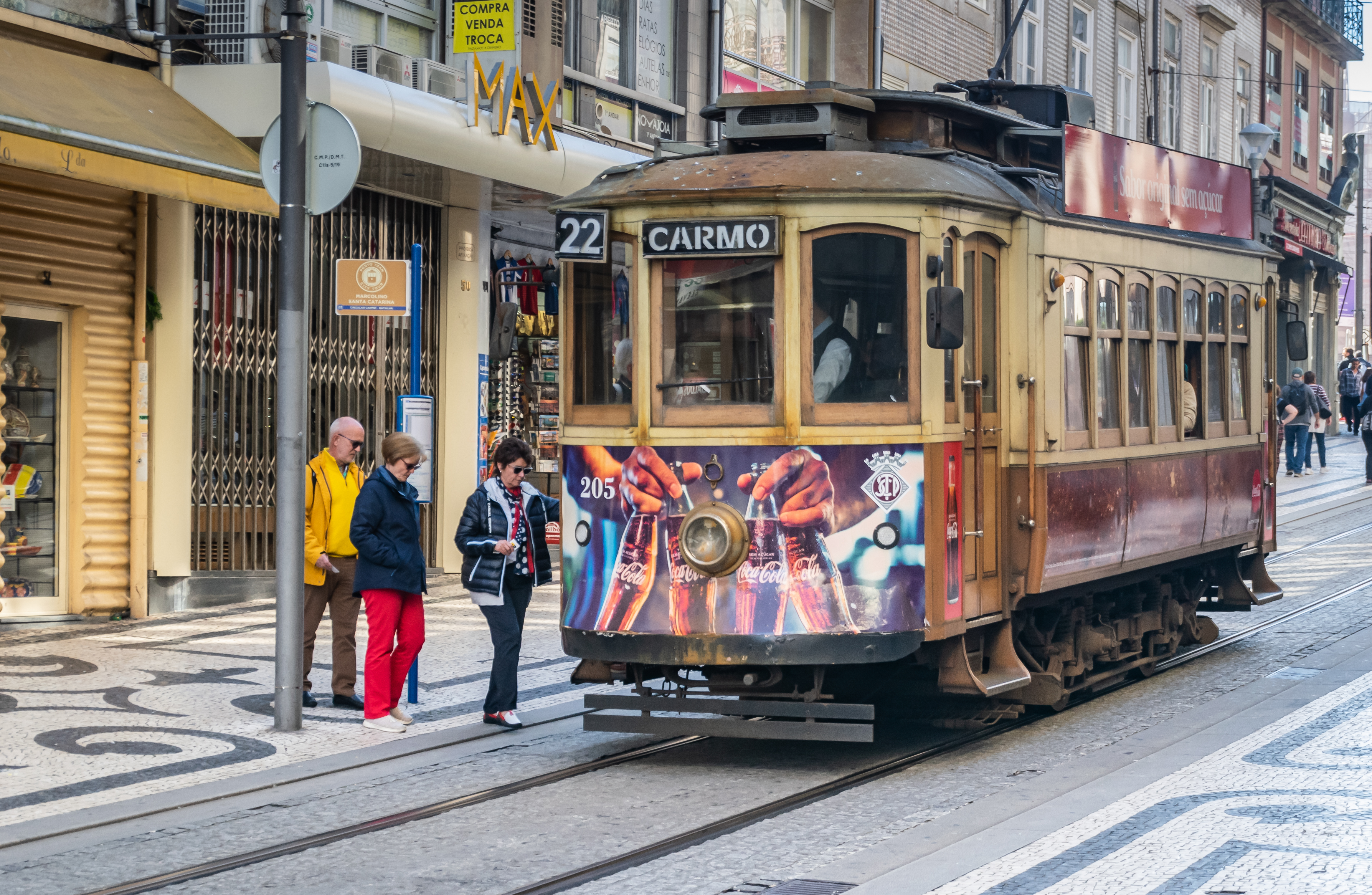
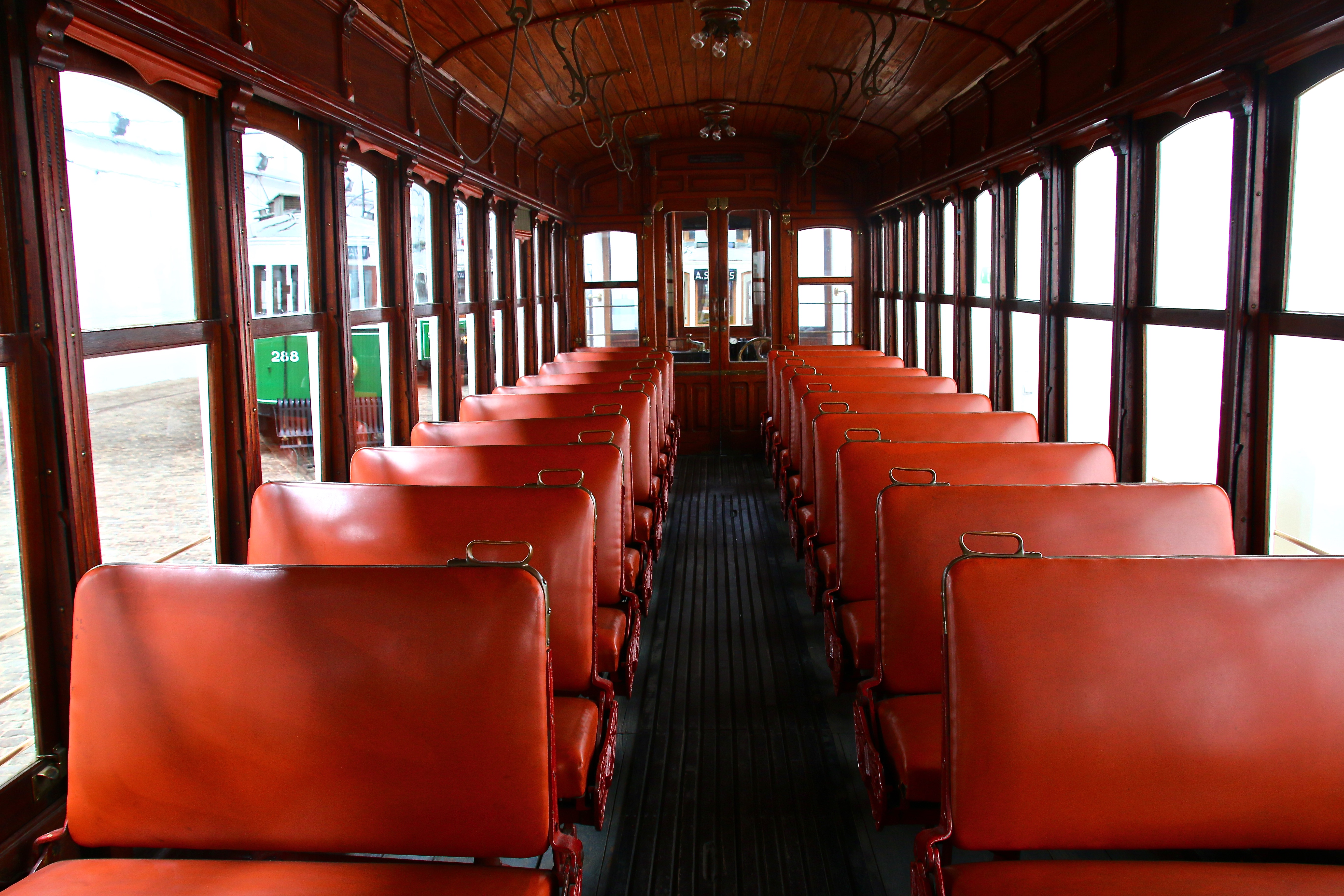